# 穆阿维尔
穆阿维尔（法語：Mouaville，法語發音：[mwavil]）是法国默尔特-摩泽尔省的一个市镇，属于布里埃区。

## 地理
穆阿维尔（49°12'37"N, 5°46'16"E）面积8.44 平方千米，位于法国大東部大區默尔特-摩泽尔省，该省份为法国东北部内陆省份，是洛林的一部分，北邻比利时、卢森堡，北起顺时针与摩泽尔省、下莱茵省、孚日省和默兹省接壤。
与穆阿维尔接壤的市镇（或旧市镇、城区）包括：贝尚、弗莱维尔-利克西耶尔、奥莱、蒂姆雷维尔、圣让莱比济。

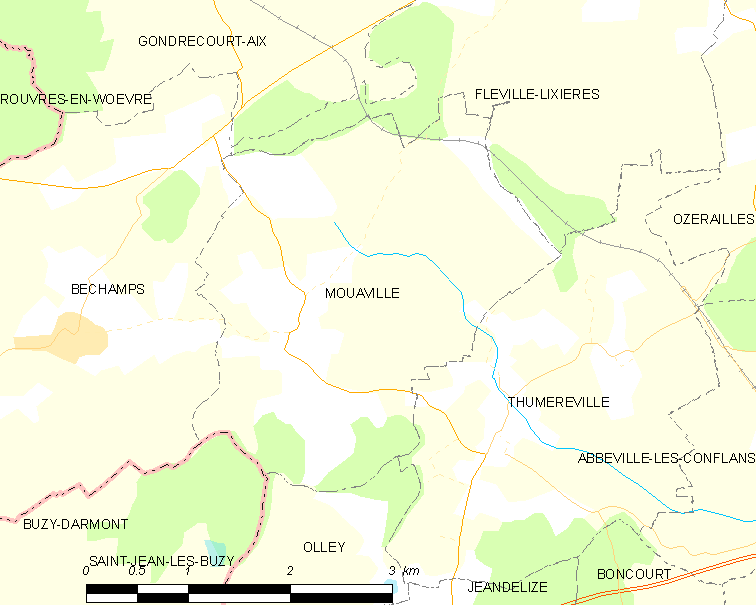
穆阿维尔的OSM定位图

穆阿维尔的时区为UTC+01:00、UTC+02:00（夏令时）。

## 行政
穆阿维尔的邮政编码为54800，INSEE市镇编码为54389。

## 政治
穆阿维尔所属的省级选区为布里埃地区县。

## 人口

1962-2008年间穆阿维尔人口变化图示

穆阿维尔于2022年1月1日时的人口数量为104人。